# Лёйгартальсвётлюр
«Лёйгартальсвётлюр» (исл. Laugardalsvöllur) — национальный стадион Исландии в Рейкьявике. Самый вместительный стадион в Исландии. 
Был построен в 1958 году, поначалу имел одну боковую трибуну с деревянными скамейками. Во время модернизации 1997 года была достроена ещё одна трибуна, после чего стадион стал вмещать 15 тысяч зрителей (9800 сидячих мест). Трибуны могут быть увеличены за счёт двух временных конструкций на 1500 мест каждая.
Самая высокая посещаемость была зафиксирована в 2004 году во время товарищеского матча между сборными Исландии и Италии (20 204 человека). Исландия одержала сенсационную победу 2:0.
В 2006 году сделан козырёк над центральной трибуной.